# Дафина Милановић
Дафина Милановић (Скобаљ код Смедерева, 1948 — Београд, 4. септембар 2008) била је власница пропале Дафимент банке, која је почетком 1990-их оштетила око 150.000 грађана Србије за вишемилионске девизне улоге.

## Биографија
Дафина Милановић рођена у околини Смедерева 1948.
Године 1979. је као благајник клуба Морнар осуђена на 11 месеци затвора, условно на четири године због противправног присвајања новца. Касније је осуђена на две и по године затвора, али никада није отишла на издржавање казне, наводно због ангажовања на државном пројекту.
1988. године је провела осам месеци у притвору јер је проневерила новац док је била шеф рачуноводства у Славији и Пластици.
Муж Драгомир, син и ћерка Милановићеве су страдали у саобраћајној несрећи у Мађарској, за шта је она, након пропасти Дафимент банке, оптужила Слободана Милошевића. Такође, тврдила је да је пословањем Дафимент банке заправо управљао Милошевић, уз помоћ тадашњег председника владе Радомана Божовића, директора ЦИП-а Милутина Мркоњића, директора ЖТП-а Миломира Минића и Михаља Кертеса.

## Дафимент банка
Милановићева је 9. октобра 1991. основала Дафимент банку, по принципу пирамидалне штедње, без иједног динара оснивачког улога. Дафимент банка је нудила месечне камате на штедњу и до 160% за месец дана. Због могућности лаке зараде коју је нудила прозвана је српском мајком. Међутим, банка је банкротирала 1. маја 1993, са око 150.000 преварених штедиша. По налазима комисије Народне банке Србије, од грађана је узето око 450 милиона немачких марака. 14. јула исте године је враћена са граничног прелаза Келебија и одузет јој је пасош.
Милановићева је ухапшена 2002. у немачком граду Цвајбрикену по међународној потерници. Августа следеће године је оболела од рака док је била у притвору. Окружно тужилаштво је октобра 2003. године подигло оптужницу противе Милановићеве, теретећи је да је, од 1991. до 1997. године, злоупотребом службеног положаја прибавила себи и другима противправну имовинску корист у износу од 19,7 милиона немачких марака, милион америчких долара, 3,5 милиона швајцарских франака, 10,9 милиона аустријских шилинга и 199,4 милиона италијанских лира. У оптужници је наведено да је, у договору и по овлашћењу бившег гувернера Народне банке Југославије Борислава Атанацковића, организовала незакониту пирамидалну шему штедње. У мају 2007. приведена у Швајцарској, због сумње да је држављанина Србије преварила за 210.000 франака. После неколико дана пуштена је из притвора због лечења и вратила се у Србију.
Преминула је у Београду 4. септембра 2008. године, у 61. години живота.